# Ropica piperata
Ropica piperata là một loài bọ cánh cứng trong họ Cerambycidae.